# Catedral de San Francisco Javier (Nasáu)
La Catedral de San Francisco Javier (en inglés: St. Francis Xavier Cathedral) es el nombre que recibe un edificio religioso que pertenece a la Iglesia católica y que se localiza en la calle llamada West Street cerca del museo nacional de Arte (National Art Museum) en la ciudad de Nasáu capital del país de la antillas mayores y archipiélago de las Bahamas.
Como su nombre lo indica su patrón es Francisco Javier, un religioso y misionero español, miembro del grupo precursor de la Compañía de Jesús y estrecho colaborador de su fundador, Ignacio de Loyola que fue canonizado por la Iglesia con el nombre de San Francisco Javier.
El templo funciona como la sede de la arquidiócesis de Nasáu (Metropolitan Archdiocese of Nassau), sigue el rito romano y su arzobispo metropolitano es Patrick Christopher Pinder. La actual sede se encuentra a solo 17 metros del antiguo edificio llamado Old Cathedral of St. Francis Xavier (Antigua catedral de San Francisco Javier).